# Gimnàstica als Jocs Olímpics d'Estiu de 1992
Als Jocs Olímpics d'Estiu de 1992 celebrats a la ciutat de Barcelona (Catalunya) es disputaren 15 proves de gimnàstica, 14 en gimnàstica artística (vuit proves en categoria masculina i sis en categoria femenina) i una en gimnàstica rítmica (una en categoria femenina).

## Resum de medalles

### Gimnàstica artística
S'utilitzaren les mateixes normes que en els Jocs anteriors, si bé els resultats obtinguts pels gimnastes en la prova per equips no fou utilitzada en les altres proves.
La competició es dugué a terme entre els dies 28 de juliol i 2 d'agost de 1992 al Palau Sant Jordi. Hi participaren un total de 185 gimnastes, entre ells 185 homes i 92 dones, de 29 comitès nacionals diferents.

#### Categoria masculina
| Prova                              | Or | Argent                                                                                  | Bronze |
| Concurs complet individual Detalls | Vitali Sxerbo                                                                                                  | Hrihori Missiutin                                                                       | Valery Belenky                                                                                                  |
| Concurs complet per equips Detalls | Equip UnificatVitali Sxerbo Hrihori Missiutin Rustam Sharipov Valery Belenky Igor Korobchinsky Alexei Voropaev | R.P. de la XinaGuo Linyao · Li Chunyang · Li Dashuang · Li Ge · Li Jing · Li Xiaoshuang | JapóYutaka Aihara · Takashi Chinen · Daisuke Nishikawa · Yoshiaki Hatakeda · Yukio Iketani · Masayuki Matsunaga |
| Exercici de terra Detalls          | Hrihori Missiutin                                                                                              | Yukio Iketani                                                                           | No es concedí                                                                                                   |
| Exercici de terra Detalls          | Hrihori Missiutin                                                                                              | Li Xiaoshuang                                                                           | No es concedí                                                                                                   |
| Barra fixa Detalls                 | Trent Dimas | Hrihori Missiutin                                                                       | No es concedí                                                                                                   |
| Barra fixa Detalls                 | Trent Dimas | Andreas Wecker                                                                          | No es concedí                                                                                                   |
| Barres paral·leles Detalls         | Vitali Sxerbo                                                                                                  | Li Jing                                                                                 | Igor Korobchinsky                                                                                               |
| Barres paral·leles Detalls         | Vitali Sxerbo                                                                                                  | Li Jing                                                                                 | Guo Linyao |
| Barres paral·leles Detalls         | Vitali Sxerbo                                                                                                  | Li Jing                                                                                 | Masayuki Matsunaga                                                                                              |
| Cavall amb arcs Detalls            | Pae Gil-Su | No es concedí                                                                           | Andreas Wecker                                                                                                  |
| Cavall amb arcs Detalls            | Vitali Sxerbo                                                                                                  | No es concedí                                                                           | Andreas Wecker                                                                                                  |
| Anelles Detalls                    | Vitali Sxerbo                                                                                                  | Li Jing                                                                                 | Li Xiaoshuang                                                                                                   |
| Anelles Detalls                    | Vitali Sxerbo                                                                                                  | Li Jing                                                                                 | Andreas Wecker                                                                                                  |
| Salt sobre cavall Detalls          | Vitali Sxerbo                                                                                                  | Hrihori Missiutin                                                                       | Yoo Ok Ryul |

#### Categoria femenina
| Prova                              | Or | Argent | Bronze                                                                                               |               |
| Concurs complet individual Detalls | Tetiana Hutsu | Shannon Miller                                                                                             | Lavinia Miloşovici                                                                                   |               |
| Concurs complet per equips Detalls | Equip UnificatSvetlana Boguínskaia Tetiana Hutsu Oksana Chusovitina Tatiana Lysenko Elena Grudneva Rozàlia Galíeva | RomaniaLavinia Milosovici · Gina Gogean · Cristina Bontas · Mirela Pasca · Maria Neculita · Vanda Hadarean | Estats UnitsShannon Miller · Kim Zmeskal · Dominique Dawes · Wendy Bruce · Betty Okino · Kerry Strug |               |
| Exercici de terra Detalls          | Lavinia Miloşovici                                                                                                 | Henrietta Ónodi                                                                                            | Cristina Bontas                                                                                      |               |
| Exercici de terra Detalls          | Lavinia Miloşovici                                                                                                 | Henrietta Ónodi                                                                                            | Tetiana Hutsu                                                                                        |               |
| Exercici de terra Detalls          | Lavinia Miloşovici                                                                                                 | Henrietta Ónodi                                                                                            | Shannon Miller                                                                                       |               |
| Barra d'equilibris Detalls         | Tatiana Lysenko | Lu Li | No es concedí                                                                                        | No es concedí |
| Barra d'equilibris Detalls         | Tatiana Lysenko | Shannon Miller                                                                                             | No es concedí                                                                                        | No es concedí |
| Barres asimètriques Detalls        | Lu Li | Tetiana Hutsu                                                                                              | Shannon Miller                                                                                       |               |
| Salt sobre cavall Detalls          | Lavinia Milosovici                                                                                                 | No es concedí                                                                                              | Tatiana Lysenko                                                                                      |               |
| Salt sobre cavall Detalls          | Henrietta Ónodi | No es concedí                                                                                              | Tatiana Lysenko                                                                                      |               |

### Gimnàstica rítmica
La competició es dugué a terme entre els dies 6 i 8 d'agost de 1992 al Palau d'Esports de Barcelona. Hi participaren un total de 42 gimnastes de 23 comitès nacionals diferents.
| Prova                              | Or                   | Argent           | Bronze         |
| Concurs complet individual Detalls | Alexandra Timoshenko | Carolina Pascual | Oxana Skaldina |

## Medaller
| Posició | País            | Or | Argent | Bronze | Total |
| 1       | Equip Unificat  | 10 | 5      | 5      | 20    |
| 2       | R.P. de la Xina | 2  | 4      | 2      | 8     |
| 3       | Romania         | 2  | 1      | 2      | 5     |
| 4       | Estats Units    | 1  | 2      | 3      | 6     |
| 5       | Hongria         | 1  | 1      | 0      | 2     |
| 6       | Corea del Nord  | 1  | 0      | 0      | 1     |
| 7       | Alemanya        | 0  | 1      | 2      | 3     |
| 7       | Japó            | 0  | 1      | 2      | 3     |
| 9       | Espanya         | 0  | 1      | 0      | 1     |
| 10      | Corea del Sud   | 0  | 0      | 1      | 1     |